# Mercedes Nicoll
Mercedes Nicoll (* 5. Dezember 1983 in North Vancouver) ist eine ehemalige kanadische Snowboarderin. Sie startete in der Halfpipe und nahm an vier Olympischen Winterspielen sowie acht Snowboard-Weltmeisterschaften teil.

## Werdegang
Nicoll nahm zu Beginn der Saison 1999/2000 in Whistler erstmals am Snowboard-Weltcup der FIS teil, wobei sie den 22. Platz im Snowboardcross und den 19. Platz in der Halfpipe errang. Bei den Juniorenweltmeisterschaften 2000 in Berchtesgaden kam sie auf den 18. Platz in der Halfpipe. In der Saison 2002/03 erreichte sie mit dritten Plätzen in Whistler und Calgary ihre ersten Podestplatzierungen im Weltcup und zum Saisonende den 14. Platz im Halfpipe-Weltcup. Beim Saisonhöhepunkt, den Snowboard-Weltmeisterschaften 2003 am Kreischberg, errang sie den 19. Platz. Nach Platz drei beim Weltcup in Whistler zu Beginn der Saison 2003/04, wurde sie kanadische Meisterin und bei den Winter-X-Games 2004 in Aspen Siebte. Auch in der Saison 2004/05 siegte sie bei den kanadischen Meisterschaften. Zudem kam sie im Sungwoo Resort zweimal auf den dritten und in Lake Placid auf den zweiten Rang und erreichte zum Saisonende den vierten Platz im Halfpipe-Weltcup. Bei den Snowboard-Weltmeisterschaften 2005 in Whistler und bei den Winter-X-Games 2005 errang sie jeweils den zehnten Platz. In der Saison 2005/06 erreichte sie im Weltcup mit vier Top-Zehn-Platzierungen, darunter Platz drei in Valle Nevado den achten Platz im Halfpipe-Weltcup und kam bei den Winter-X-Games 2006 auf den siebten Platz. Bei ihrer ersten Teilnahme an Olympischen Winterspielen im Februar 2006 in Turin errang sie den 27. Platz. Nach Platz zwei beim Abominable Snowjam am Mount Hood zu Beginn der Saison 2006/07, erreichte sie mit drei Top-Zehn-Ergebnissen den 12. Platz im Halfpipe-Weltcup. Bei den Snowboard-Weltmeisterschaften 2007 in Arosa belegte sie den 11. Platz und bei den Winter-X-Games 2007 den sechsten Rang. Zudem wurde sie erneut kanadische Meisterin. 
In der Saison 2007/08 triumphierte Nicoll bei den kanadischen Meisterschaften und errang bei den Winter-X-Games 2008 den zehnten Platz. Außerdem kam sie auf den 16. Platz im Halfpipe-Weltcup. In der folgenden Saison wurde sie Zweite beim Roxy Chicken Jam in Mammoth und belegte bei den Snowboard-Weltmeisterschaften 2009 in Gangwon den 20. Platz. In der Saison 2009/10 kam sie bei allen fünf Teilnahmen im Weltcup unter die ersten Zehn. Dabei belegte sie in Chiesa in Valmalenco den dritten sowie in La Molina den zweiten Platz und erreichte zum Saisonende den 20. Platz im Gesamtweltcup sowie den vierten Rang im Halfpipe-Weltcup. Bei den Olympischen Winterspielen 2010 in Vancouver wurde sie Sechste und bei den Winter-X-Games-Europe 2010 in Tignes Vierte. Im folgenden Jahr kam sie bei den Burton Canadian Open in Calgary auf den dritten Platz und bei den Snowboard-Weltmeisterschaften 2011 in La Molina auf den achten Rang. In der Saison 2011/12 und 2012/13 belegte sie jeweils den 20. Platz im Freestyle-Weltcup sowie den 16 und 15 Rang im Halfpipe-Weltcup. Zudem wurde sie 2012 und 2013 kanadische Meisterin und errang bei den Snowboard-Weltmeisterschaften 2012 in Oslo den zehnten Platz sowie bei den Snowboard-Weltmeisterschaften 2013 im Stoneham den 14. Platz. In der Saison 2013/14 belegte sie erneut den 15. Platz im Halfpipe-Weltcup und bei den Olympischen Winterspielen 2014 in Sotschi den 25. Rang. In den folgenden Jahren wurde sie 2016 kanadische Meisterin und kam bei den Snowboard-Weltmeisterschaften 2017 in der Sierra Nevada auf den 16. Platz. In der Saison 2017/18 errang sie bei den Olympischen Winterspielen 2018 in Pyeongchang den 18. Platz und absolvierte in Laax ihren 67. und damit letzten Weltcup, welchen sie auf dem 12. Platz beendete.

## Teilnahmen an Weltmeisterschaften und Olympischen Winterspielen

### Olympische Winterspiele
- 2006 Turin: 27. Platz Halfpipe
- 2010 Vancouver: 6. Platz Halfpipe
- 2014 Sotschi: 25. Platz Halfpipe
- 2018 Pyeongchang: 18. Platz Halfpipe

### Snowboard-Weltmeisterschaften
- 2003 Kreischberg: 19. Platz Halfpipe
- 2005 Whistler: 10. Platz Halfpipe
- 2007 Arosa: 11. Platz Halfpipe
- 2009 Gangwon: 20. Platz Halfpipe
- 2011 La Molina: 8. Platz Halfpipe
- 2012 Oslo: 10. Platz Halfpipe
- 2013 Stoneham: 14. Platz Halfpipe
- 2017 Sierra Nevada: 16. Platz Halfpipe

## Weltcup-Gesamtplatzierungen
| Saison    | Gesamt/Freestyle | Gesamt/Freestyle | Halfpipe | Halfpipe |
| Saison    | Punkte           | Platz            | Punkte   | Platz    |
| --------- | ---------------- | ---------------- | -------- | -------- |
| 1999/2000 | 21               | 125.             | 120      | 62.      |
| 2000/01   | -                | -                | 128      | 68.      |
| 2001/02   | -                | -                | 484      | 38.      |
| 2002/03   | -                | -                | 1520     | 14.      |
| 2003/04   | -                | -                | 890      | 24.      |
| 2004/05   | -                | -                | 2970     | 4.       |
| 2005/06   | 2370             | 30.              | 2370     | 8.       |
| 2006/07   | 1170             | 48.              | 1170     | 12.      |
| 2007/08   | 1130             | 56.              | 1130     | 16.      |
| 2008/09   | 1090             | 61.              | 1090     | 22.      |
| 2009/10   | 2530             | 20.              | 2530     | 4.       |
| 2010/11   | 500              | 33.              | 500      | 21.      |
| 2011/12   | 500              | 20.              | 500      | 16.      |
| 2012/13   | 850              | 20.              | 850      | 15.      |
| 2013/14   | 760              | 29.              | 760      | 15.      |
| 2015/16   | 360              | 61.              | 360      | 25.      |
| 2016/17   | 590              | 59.              | 590      | 18.      |
| 2017/18   | 430              | 62.              | 430      | 23.      |